# 日本海神蛤
日本海神蛤（学名：Panopea japonica）是貧齒蛤目缝栖蛤科海神蛤屬的一种。

## 分佈
本物種主要分佈於太平洋西岸的海底，包括中国大陆及日本的海域。常栖息在潮下带。

## 形態描述
相較於同屬物種、分佈於太平洋東岸的太平洋潜泥蛤，本物種的體型相對較細小。